# (5374) Hokutosei
(5374) Hokutosei ist ein Asteroid des Hauptgürtels, der am 4. Januar 1989 von den japanischen Astronomen Masayuki Yanai und Kazurō Watanabe an der Sternwarte von Kitami (IAU-Code 400) entdeckt wurde.
Benannt wurde er nach dem Hokutosei (jap. 北斗星, dt. „Großer Wagen“), einem luxuriösen Schlafwagenzug, der die Städte Sapporo und Tokio verbindet und dabei die 1000-km Strecke in einer Fahrzeit von 16 Stunden bewältigt.